# Monica Maimone

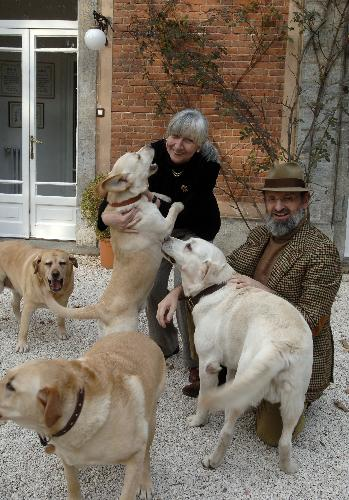
Monica Maimone e Valerio Festi in compagnia dei loro cani

Monica Maimone (Vedano Olona, 5 dicembre 1945) è una drammaturga e regista teatrale italiana.

## Biografia
Monica Maimone approda al teatro a 20 anni, diventando “figlioccia d’arte” di Dario Fo, drammaturgo, regista e attore, al quale nel 1997 viene assegnato il premio Nobel per la letteratura. Nel 1968, sul modello della Volksbuhne di Erwin Piscator, Dario Fo, Franca Rame, Nanni Ricordi e Monica Maimone creano il gruppo teatrale "Nuova Scena", producendo come primo evento la lezione/spettacolo Mistero buffo.
Diversi anni dopo aderisce al progetto del Salone Pier Lombardo di Milano a fianco di Franco Parenti e di Andrée Ruth Shammah, seguendo la programmazione e la produzione delle attività teatrali e delle rassegne monotematiche. Nel 1977 diventa direttrice del teatro.
Nel 1982 incontra Valerio Festi: inizia uno stretto sodalizio e di vita. Nasce lo Studio Festi, un progetto artistico e un centro di produzione che realizza spettacoli e grandi installazioni messi in scena in città di tutto il mondo [1] .
Insieme a Valerio Festi propone dal 1982 “il teatro della festa”, ispirato alla tradizione barocca italiana (“il fin la meraviglia”), portando nelle piazze affollate di festa un teatro visibile a tutti, pregno di senso e di sentimento. Partendo da Milano, il progetto si radica in città italiane e non solo: Roma, Bologna, Napoli, Palermo (per quattro anni il Festino di Santa Rosalia), Catania (la trilogia della Festa del Fuoco) Torino, Venezia; all’estero metropoli come Houston, Kobe, Parigi, Pechino, Madrid, Hong Kong, Praga, Lisbona, Santiago di Compostela, Shanghai, Mosca, Bogotà, Sydney, Adelaide, San Pietroburgo.
Accanto alla ‘festa’ della città, nasce la stagione dei festival teatrali. Ricordiamo in particolare il Festival dei due mondi di Spoleto, festival internazionale di musica, arte, cultura e spettacolo. Monica Maimone progetta e dirige il concerto-spettacolo “I pianeti” di Gustav Holtz per l’apertura della 41 edizione dello Spoleto festival. Spettacolo replicato in Spagna, e in Messico in sei città; o ancora il concerto/spettacolo “La creazione” di Franz-Joseph-Haydn, per l’apertura dell’edizione del Festival, nell’anno del Giubileo.
In Colombia firma la regia di un ciclo triennale dedicato alla luce degli angeli per il Festival Iberoamericano de Teatro de Bogotá. In Messico dirige per un triennio gli spettacoli di
apertura il Festival Internacional Cervantino. Ad Adana, in Turchia lavora per un triennio con il Turkish State Theaters Sabanci International Adana Theater Festival, Festival del Teatro di stato turco per le edizioni di eventi sull’acqua, davanti alla Moschea Sabanci Merkez.
Lega il suo nome alle cerimonie di apertura di grandi eventi sportivi tra cui la Cerimonia di apertura dei XX Giochi olimpici invernali a Torino, per la quale ha realizzato il segmento dal Rinascimento al Barocco; la Cerimonia di apertura dei Campionati mondiali di ciclismo a Varese, la cerimonia di chiusura delle Paraolimpiadi invernali nel 2006; la cerimonia di apertura dei Campionati mondiali di Sci nordico a Trento e la Cerimonia di apertura dei Campionati mondiali di nuoto a Roma nel 2009; a Macao, per l’arrivo della fiaccola olimpica, ha realizzato “Cina - The beauty of Harmony”, un grande spettacolo sull’acqua.
Ha lavorato a lungo con il Ministero degli Esteri Italiano, per il quale ha prodotto grandi eventi in diversi Paesi dedicati ai festeggiamenti dell’anno italiano in loco. A Tokyo “Eve” sulla Festa del Paradiso di Leonardo da Vinci; a Pechino “Il tempo si rinnova” sui festeggiamenti michelangioleschi per Lorenzo il Magnifico; in Brasile, a Rio de Jainero cura
la cerimonia di apertura di Momento Italia Brasil, “Brasile - Ensaio Sobre a Beleza” sui rapporti culturali tra Italia e Brasile.
Con Studio Festi, è legata in particolare al mondo della disabilità, realizzando la cerimonia di apertura prima degli Special Olympics European Youth Games e poi dei Giochi SpecialOlympics del 2018.
Negli Emirati Arabi mette in scena a Dubai uno spettacolo in occasione del Dubai Shopping Festival al Dubai Creek Park. A Doha progetta un evento dedicato al Bing Bang sulla passeggiata di Katara Beach per EID Festival nel 2015. Nel 2018 è di nuovo in Colombia, a Bogotà in occasione dell’anniversario della costruzione di Santafè di Bogotà, nucleo abitativo che diede vita alla capitale dell’attuale Colombia. Nella Piazza principale della città, Simon Bolivar, più di un milione e trecentomila persone hanno potuto assistere all’evento di celebrazione della loro capitale, in più repliche a sera.
È presidente della Fondazione Ipazia-Arte per l'ambiente [6] , la cui missione è di porre l'ambiente al centro della riflessione degli artisti. Tra le attività della Fondazione, la produzione di una trilogia sull’Acqua che ha debuttato a Laikipia, Kenia, con il sostegno del Ministero dell’Ambiente italiano e della sede locale dell’ONU. Sempre legata ai temi dell’ambiente, cura gli spettacoli per le manifestazioni a sostegno della difesa della risorsa dell’Acqua in sodalizio con Federutility, spettacolarizzando il ruolo del prezioso elemento nella vita dell’uomo e del Pianeta.
È fondatrice e direttore artistico di Mymoon, collettivo di donne che lavora a progetti sui diritti umani. Crea, progetta e realizza spettacoli pensati ed ideati ad hoc in stretto contatto e sodalizio con Studio Festi.

## Realizzazioni
- Antigone delle città, 1991-1992 in commemorazione delle strage del 1980 a Bologna
- Festino di Santa Rosalia, celebrazioni a Palermo per l'annuale celebrazione religiosa a Palermo: 1995-1996-1997-2001-2014
- Trilogia del Fuoco,  1997-1998-1999 per l’ingresso nel nuovo millennio, Catania
- I pianeti, per l'apertura del 41 edizione di Spoleto Festival, 1998; La creazione, per l'apertura di Spoleto Festival 2000; PASSEGGIATA MUSICALE per vedere l’invisibile, per Spoleto Festival edizione 2004
- Degli Angeli e della Luce, un racconto a cielo aperto, Festival Iberoamericano de Teatro, Bogotà 2002; Lucifero, Festival Iberoamericano de Teatro, Bogotà 2004
- Of Angels and Light (Degli angeli e della luce), Sydney, 2004, spettacolo che ha aperto il Sydney Festival all'Olympic Park
- Indovini di nuvole, in occasione del Festival Internazionale Cervantino nel 2006; The dancing Sky, nell'edizione del 2008 del Festival Cervantino; Pianeti, per l'edizione del 2009, Festival Internazionale Cervantino in Messico
- The Renewal of Time, Pechino, 2006, cerimonia-spettacolo di apertura dell'Anno italiano in Cina, ideata e prodotta per il Ministero degli affari esteri e per il Ministero dell'ambiente italiani.[1]
- CERIMONIA DI APERTURA ADANA SABACI THEATRE FESTIVAL, 2010; WATER SINPHONIES, ADANA SABACI THEATRE FESTIVAL, 2011; The night, the magic world of the dreams, ADANA SABACI THEATRE FESTIVAL 2012; Water and Fire Memories, ADANA SABACI THEATRE FESTIVAL 2013
- Cerimonia di apertura per Campionati del mondo di ciclismo su strada Varese, 2008

- Il sogno di Assol, San Pietroburgo (Russia), 2007, spettacolo nella Piazza del Palazzo d'Inverno e lungo la Neva, in occasione della festa delle Vele scarlatte.[2]

- Deluge, Laikipia (Kenya), 2008[3]

- The Beauty of Harmony, Macao (Cina), 2008, spettacolo per dare inizio al count down a 100 giorni dall'apertura delle Olimpiadi di Pechino, in occasione dell'arrivo della fiaccola sul territorio cinese[4].

- Munich Revue, Monaco di Baviera, 2008, spettacolo in occasione dell'850º anniversario della fondazione della città[5].

- The Dancing Sky, Singapore, 2008, spettacolo che ha debuttato all'Adelaide Festival e poi ha iniziato la sua tournée per l'Estremo oriente fermandosi al Night Festival in occasione dell'apertura del nuovo National Museum of Singapore.[6]
- Cerimonia di apertura 13th FINA World Championship, Roma, 2009
- Cerimonia di apertura Campionati Sci Nordico, Trento, 2013
- Prelude, per Gorky Park a Mosca, 2014
- Memorie dell'Acqua, cerimonia inaugurale LAC, centro culturale città di Lugano, Svizzera, 2015
- Fairy World of fairy Tale, Latitude Music Festival, Southwold, Inghilterra, 2015
- The little Humpbacked Horse, VDNKh, Mosca nel 2016
- Mas cerca de las estrallas, Bogotà, 2018